# Stephanie Corneliussen
Stephanie Corneliussen (født 28. april 1987 i København) er en dansk skuespiller og model.

## Liv
Corneliussen, der blev født i København, gik på Johannesskolen på Frederiksberg og tog balletlektioner. Hun har en uddannelse i grafisk design.
Hun optrådte første gang som model i en alder af 13 år. Siden 2011 har hun primært boet i Los Angeles.
Corneliussen har prydet promotionsplakaten som "hvid nonne" til den amerikanske tv-serie American Horror Story: Asylum.
Hun er blandt andet kendt for rollen som Joanna Wellick i tv-serien Mr. Robot i sæson 1, i første omgang som en birolle, i anden sæson som hovedrolle.
Desuden spiller hun rollen som Valentina Vostok i CW-serien, DCs Legends of Tomorrow.